# محمد الصغير أولاد أحمد
محمد الصغير أولاد أحمد  هو شاعر تونسي ولد يوم 4 أبريل 1955 في سيدي بوزيد وتوفي في يوم 5 أبريل 2016 بالمستشفى العسكري بتونس بعد معاناة مع المرض. عاش في بيئة فقيرة وقاسية في فترة خروج الاستعمار الفرنسي وبداية بناء الدولة التونسية.

## الدراسة والتكوين
بدأ تعليمه في كتّاب القرية، فتعلم القراءة، وحفظ القرآن ثمّ دخل المدرسة الابتدائية بمنطقة النوايل في سيدي بوزيد ومنها حصل على شهادة التعليم الابتدائي عام 1968.
ولم تكن هناك في تلك الفترة مدرسة ثانوية في مدينة سيدي بوزيد فانتقل إلى ولاية قفصة لمواصلة تعليمه الثانوي.
وانتقل إلى العاصمة التونسية حيث واصل دراسته بالمدرسة العليا لأطر الشباب بمنطقة بئر الباي بين 1975 و1977 وحصل على شهادة منشط شباب.
في عام 1978 عاد إلى سيدي بوزيد وحصل على شهادة البكالوريا، وسافر إلى فرنسا حيث درس علم النفس في جامعة رامس.

## التّجربة الشّعرية
بدأ محمّد الصغير أولاد أحمد تجربة الكتابة الشّعريّة أواخر السّبعينات، إثر إنهاء دراسته، وكان قد دافع عن الكرامة والحريّات و لكنّه سُجن في منتصف الثمانينيات وحُجبت العديد من قصائده. تولّى إدارة بيت الشّعر من سنة 1993 إلى سنة 1997. كان معجبا بالشعراء ( محمود درويش - نزار قباني - عزالدين المناصرة - مظفر النواب ) وغيرهم من الشعراء العرب.
و في رصيده عدّة كتب شعرية منها
- 'نشيد الأيام الستة' سنة 1984
- 'ليس لي مشكلة' سنة 1998
- 'حالات الطريق' سنة 2013

و كتابان نثريان، وهما
- 'تفاصيل' تمّ نشره سنة 1991
- 'القيادة الشعرية للثورة التونسية' سنة 2013.[3]

من أشهر قصائده، قصيدة نحب البلاد كما لا يحب البلاد أحد و التي يقول مطلعها :

## تكريمه
في 15 أكتوبر 2015 كرّمت وزارة الثقافة الشاعر في المسرح البلدي بالعاصمة بإشراف وزيرة الثقافة « لطيفة الأخضر » وبمشاركة عدد من الشعراء والفنانين والمبدعين اعترافا بما قدمه من إنتاجات قيمة.

## مرضه ووفاته
مرض الشاعر مرضا عضالا وأثناء اشتداد المرض به، كتب الشاعر الصغير أولاد أحمد من داخل المستشفى العسكري الذي كان يتلقى العلاج فيه قصيدة مؤثرة سماها الوداع يقول فيها:
"أودع السابق واللاحق

أودع السافل والشاهق

أودع الأسباب والنتائج

أودع الطرق والمناهج

أودع الأيائل واليرقات

أودع الأجنة والأفراد والجامعات

أودع البلدان والأوطان

أودع الأديان

أودع أقلامي وساعاتي

أودع كتبي وكراساتي

أودع المنديل الذي يودع المناديل التي تودع

الدموع التي تودعني أودع الدموع".

## الجوائز
- جائزة محمود درويش للشعر والأدب والفنون في دورتها الأولى عن مجمل أعماله الشعرية والأدبية، يونيو 2025.[4]

## انظر ايضاً
- أدب تونسي